# Alexei Norairowitsch Sissakjan
Alexei Norairowitsch Sissakjan (russisch Алексей Норайрович Сисакян; * 14. Oktober 1944 in Moskau; † 1. Mai 2010 in Larnaka) war ein russischer Physiker.
Sissakjan, Sohn des Biochemikers Norair Sissakjan (1907–1966), graduierte 1968 am physikalischen Institut der Lomonossow-Universität und begann seine Arbeiten am JINR unter der Anleitung von Nikolai Nikolajewitsch Bogoljubow. Sein Forschungsgebiet war Elementarteilchenphysik und Näherungsmethoden und Gleichungen auf dem Gebiet der Quantenfeldtheorie. Seit 2006 war Sissakjan Direktor des Vereinigten Instituts für Kernforschung in Dubna.
Sissakjan erhielt zahlreiche Preise und Ehrungen, darunter den Verdienstorden für das Vaterland in der 4. Stufe (2010), den Ehrenorden (2005) und den Orden der Freundschaft der russischen Föderation (1995), den Lenin-Komsomol Preis für Wissenschaft und Technologie (1973) sowie den Preis des Gouverneurs der Moskauer Region (2007). Er war ausländisches Mitglied der Nationalen Akademie der Wissenschaften von Armenien und hatte zahlreiche Ehrendoktortitel an ausländischen Universitäten.
Ferner war Sissakjan Mitglied im Präsidium der Russischen Akademie der Wissenschaften.